# Kees Krijgh (labdarúgó, 1921)
Kees Krijgh (’s-Hertogenbosch, 1921. augusztus 20. – ’s-Hertogenbosch, 2007. június 15.) válogatott holland labdarúgó, fedezet, olimpikon.

## Pályafutása

### Klubcsapatban
1940 és 1957 között a BVV Den Bosch labdarúgója volt. Az 1947–48-es idényben holland bajnoki címet nyert a csapattal.

### A válogatottban
1948 és 1950 között három alkalommal szerepelt a holland válogatottban. Részt vett az 1948-as londoni olimpián.

## Családja
Unokaöccse, Kees Krijgh (1950) válogatott labdarúgó.

## Sikerei, díjai
BVV Den Bosch
- Holland bajnokság
  - bajnok: 1947–48

## Statisztika

### Mérkőzései a holland válogatottban
| Hollandia | Hollandia          | Hollandia                      | Hollandia      | Hollandia | Hollandia | Hollandia              | Hollandia | Hollandia |
| #         | Dátum              | Helyszín                       | Hazai          | Eredmény  | Vendég    | Kiírás                 | Gólok     | Esemény   |
| --------- | ------------------ | ------------------------------ | -------------- | --------- | --------- | ---------------------- | --------- | --------- |
| 1.        | 1948. július 26.   | Portsmouth, Fratton Park (GBR) | Hollandia      | 3 – 1     | Írország  | olimpiai selejtező     | -         |           |
| 2.        | 1948. július 31.   | London, Arsenal Stadion        | Nagy-Britannia | 4 – 3     | Hollandia | olimpia – első forduló | -         |           |
| 3.        | 1950. november 12. | Antwerpen, Bosuilstadion       | Belgium        | 7 – 2     | Hollandia | barátságos             | -         | 27'       |
|           | Összesen           |                                |                | 3         | mérkőzés  |                        | 0         | gól       |